# STS-34
STS-34 var den trettioförsta flygningen i det amerikanska rymdfärjeprogrammet och femte i ordningen för rymdfärjan Atlantis. Den sköts upp från Pad 39B vid Kennedy Space Center i Florida den 18 oktober 1989. Efter nästan fem dagar i omloppsbana runt jorden återinträdde rymdfärjan i jordens atmosfär och landade vid Edwards Air Force Base i Kalifornien.
Uppdragets mål var att placera rymdsonden Galileo och dess Inertial Upper Stage i bana runt jorden.

## Galileo
Drygt sex timmar efter uppskjutningen lösgjordes Inertial Upper Stage raketen och rymdsonden från rymdfärjans lastrum. Och drygt en timme efter det var rymdsonden på väg mot Venus, för sin första gravitationsslunga.

## Väckningar
Under Geminiprogrammet började NASA spela musik för besättningar och sedan Apollo 15 har man varje "morgon" väckt besättningen med ett musikstycke, särskilt utvalt antingen för en enskild astronaut eller för de förhållanden som råder.
| Dag | Låt                               | Artist/Kompositör | Spelad för         |
| --- | --------------------------------- | ----------------- | ------------------ |
| 2   | "Hail Purdue"                     |                   | Donald E. Williams |
| 3   | University of Oklahoma fight song |                   | Shannon Lucid      |
| 4   | "Bohemian Rhapsody"               | Queen             |                    |
| 5   | "Centerfield"                     | John Fogerty      |                    |
| 6   | "Fly Like An Eagle"               | Steve Miller Band |                    |